# Christophe Saint-Lary
Pas d'image ? Cliquez ici

a Compétitions nationales et continentales officielles uniquement.

Dernière mise à jour le 17 novembre 2021.
Christophe Saint-Lary, né le 23 juillet 1977 à Toulouse, est un joueur de rugby à XV français qui évolue au poste de pilier au sein de l'effectif du Blagnac sporting club rugby (1,87 m pour 111 kg).

## Carrière
- 1998-2002 : Lombez Samatan club
- 2002-2003 : CA Périgueux
- 2004-2006 : Lombez Samatan club
- 2006-2007 : Blagnac SCR
- 2007-2010 : Lombez Samatan club

## Palmarès
Néant.